# Мельница (Турбинное сельское поселение)
Мельница — деревня в Окуловском муниципальном районе Новгородской области. Административный центр Турбинного сельского поселения.

## Географическое положение
Деревня Мельница находится на юге восточного берега озера Боровно, в 19 км к югу от города Окуловка.
Деревня Мельница расположена на Валдайской возвышенности, на территории северной части Валдайского национального парка.
На юге к деревне Мельница примыкает деревня Авдеево, а на северо-западе — деревня Загубье.

## Население
В 2002 — 98.
| 2009 | 2010 | 2011 |
| ---- | ---- | ---- |
| 104  | ↘81  | ↗100 |

## История
В 1773—1927 деревня Мельница находилась в Валдайском уезде Новгородской губернии. С начала XIX века до 1918 и в 1919—1924 относилась к Боровенской волости Валдайского уезда.
Деревня Мельница отмечена на картах 1788, 1826—1840.
В 1908 в деревне Мельница было 34 двора с 52 домами и населением 168 человек. Имелись водная мельница, винная лавка, 2 частных лавки и амбулатория.
В 1918—1927 существовал Мельницкий сельсовет.
В 1927 Мельницкий сельсовет вошёл в состав образованного Угловского района, был переименован в Боровенский сельсовет.
В 1932 Боровенский сельсовет передан из ликвидированного Угловского района в Окуловский район, в 1939 переименован в Турбинный сельсовет.
В 1973 деревня Мельница становится центром Турбинного сельсовета.

## Экономика
- СПК «Русь».

## Социальная сфера
В деревне с 2007 года открыт новый фельдшерско-акушерский пункт, есть школа.

## Общественные организации
- С 1999 года есть общественная организация «Клуб друзей Валдайского национального парка „Боровно“».